# Municipio de Preston (Pensilvania)
El municipio de Preston (en inglés: Preston Township) es un municipio ubicado en el condado de Wayne en el estado estadounidense de Pensilvania. En el año 2000 tenía una población de 1,107 habitantes y una densidad poblacional de 22 personas por km².

## Geografía
El municipio de Preston se encuentra ubicado en las coordenadas 41°50′00″N 75°19′59″O / 41.83333, -75.33306.

## Demografía
Según la Oficina del Censo en 2000 los ingresos medios por hogar en la localidad eran de $35,724 y los ingresos medios por familia eran $43,162. Los hombres tenían unos ingresos medios de $27,000 frente a los $17,368 para las mujeres. La renta per cápita para la localidad era de $19,106. Alrededor del 9,2% de la población estaban por debajo del umbral de pobreza.